# Тромбоз кавернозного синуса
Тромбо́з каверно́зного си́нуса — формирование тромба (закупорки) кавернозного (пещеристого) синуса, развивающееся в результате распространения инфекционного процесса (наиболее часто — отогенного, одонтогенного или синусогенного) на синусы твёрдой мозговой оболочки. Болезнь сопровождается выпячиванием глаз, головными болями, развитием комы, судорог и другими расстройствами нервной системы, также повышается температура тела.

## Лечение
В схему лечения входит: по 12000000-24000000 ЕД пенициллина в сутки внутримышечно и 18000-25000 ЕД гепарина внутривенно. Также следует применять аспирин по 0,25-0,5 грамм 2-3 раза в день и никотиновую кислоту по 0,05-0,1 грамма 3 раза в день.